# Barbara Kotowska
Barbara Kotowska (ur. 8 kwietnia 1966 w Raciborzu) – polska zawodniczka pięcioboju nowoczesnego, dwukrotna mistrzyni świata (1985 – indywidualnie i drużynowo).

## Życiorys
Karierę sportową rozpoczęła od pływania, była uczennicą Szkoły Mistrzostwa Sportowego w Raciborzu. W 1980 pobiła dwukrotnie rekord Polski seniorek na dystansie 100 m. st. grzbietowym (1:06.90 – 16.08.1980, 1:06.60 – 24.08.1980).
Od 1981 trenowała pięciobój nowoczesny, w barwach Lumelu Zielona Góra. Na mistrzostwach świata debiutowała w 1984, zdobywając srebrny medal drużynowo (z Anną Bajan i Magdaleną Jedlewską), indywidualnie zajęła piąte miejsce. Swój największy sukces w karierze osiągnęła w 1985, zdobywając mistrzostwo świata zarówno indywidualnie, jak i drużynowo (z Anną Bajan i Dorotą Idzi). W kolejnym starcie na MŚ w 1986 zajęła 40. miejsce indywidualnie (nie ukończyła jady konnej) i 7. miejsce drużynowo. W 1987 została indywidualną wicemistrzynią świata, a z drużyną (razem z Iwoną Kowalewską i Dorotą Idzi) wywalczyła brązowy medal. W 1989 wywalczyła ponadto drużynowe mistrzostwo Europy (razem Iwoną Kowalewską i Dorotą Idzi), a indywidualnie na tych zawodach zajęła 12. miejsce.
Dwukrotnie była mistrzynią Polski (1984, 1986), raz wicemistrzynią Polski (1985), raz brązową medalistką MP (1987).
Odnosiła także sukcesy w szermierce. W 1988 zdobyła wicemistrzostwo Polski w szpadzie drużynowo, a w 1989 brązowy medal MP w szpadzie indywidualnie.
Dwukrotnie znalazła się w dziesiątce najlepszych sportowców Polski, w Plebiscycie Przeglądu Sportowego. W 1985 zajęła trzecie miejsce, a w 1987 – piąte.
W 1985 otrzymała złoty Medal za Wybitne Osiągnięcia Sportowe.
Po zakończeniu kariery zawodniczej pracowała jako trener w Zielonogórskim Klubie Sportowym.
Była żoną Arkadiusza Skrzypaszka, dwukrotnego złotego medalisty igrzysk olimpijskich 1992.